# Kimmerosaurus
Киммерозавр (Kimmerosaurus) — хищный цимолиазавр, обитавший 100—120 миллионов лет назад в раннем меловом периоде. Киммерозавры в основном обитали на мелководье. Только в поисках добычи они выплывали на глубоководье. Основной пищей была рыба. Выплывать на глубоководье было опасно, поскольку там охотились большие хищники, а киммерозавр был длиной всего около 8 метров и массой 2 тонны. Его череп достигал длины 22—24 см.
Хищник был хорошим родителем. Он очень отважно охранял потомство. Детёныш достигал длины 1,5 метра и массы в 50 кг.
Поскольку киммерозавры не могли откладывать яйца вылезая на сушу процесс рождения происходил в воде. Из специального отверстия в нижней части живота матери вылезало потомство. Максимально 4 особи. Пищу потомство само ловить не могло, поэтому мать отправлялась на охоту за рыбой. Если самка отвлекалась хотя бы на минуту, огромный хищник Predator X мог легко расправиться с потомством, поэтому мать всегда была на стороже. Охраной потомства занималась в том числе и стая.
Мать может выводить потомство каждый год. Средняя продолжительность жизни киммерозавра 23 года.

## Этимология
Первая часть названия происходит от названия небольшой деревни Киммеридж в Дорсете, Великобритания. Где в 1981 году в сланцах юрского периода были обнаружены первые останки этого цимолиазавра.